# Maxtaxa
Maxtaxa (förkortning av "maximal taxa") betyder att det finns ett tak på det pris (taxa) som får tas ut för en viss avgiftsbelagd offentlig tjänst där taxans storlek varierar med inkomsten. Begreppet slog igenom 1998 när en maxtaxa inom skolbarnsomsorgen och förskoleverksamheten i Sverige lanserades som ett socialdemokratiskt vallöfte inför riksdagsvalet samma år. Maxtaxan infördes därefter 2001 under Regeringen Persson.